# 班寧 (明尼蘇達州)
班寧（英語：Banning）是位於美國明尼蘇達州派恩縣的一個鬼鎮。

## 歷史
班寧得名自鐵路承辦商威廉·L·班寧（William L. Banning）。班寧的郵局於1896年設立，其後於1912年停運。

## 地理
班寧所處的海拔為高於海平面340米（即1115英呎），而該地所採用的時區為UTC-6，即北美中部時區（CST）。同時該地設有夏令時間，為UTC-6調快一小時，即UTC-5（CDT）。